# Fingerfärdighet
Fingerfärdighet är ett begrepp som bland annat används i samband med trolleri, där magikern eller illusionisten är snabb och fingerfärdig, och därmed kan få det att verka som att denne trollar bort saker.